# Pont Python
Pour les articles homonymes, voir Python.
Le pont Python, officiellement connu sous le nom de Hoge Brug (pont Haut), est un pont qui enjambe le canal entre Sporenburg et l'île de Bornéo dans les Docks de l'Est, à Amsterdam. Il a été construit en 2001 et a remporté le prix International de la Passerelle en 2002. Le pont rouge vif s'étend sur 90 mètres et a été conçu par Adriaan Geuze du cabinet d'architectes West 8,. Le pont est uniquement piétonnier.
Le Lage Brug (pont bas) visuellement similaire est à proximité. Il lui ressemble mais sans la haute élévation, qui permet aux cyclistes de rouler dessus[réf. souhaitée].

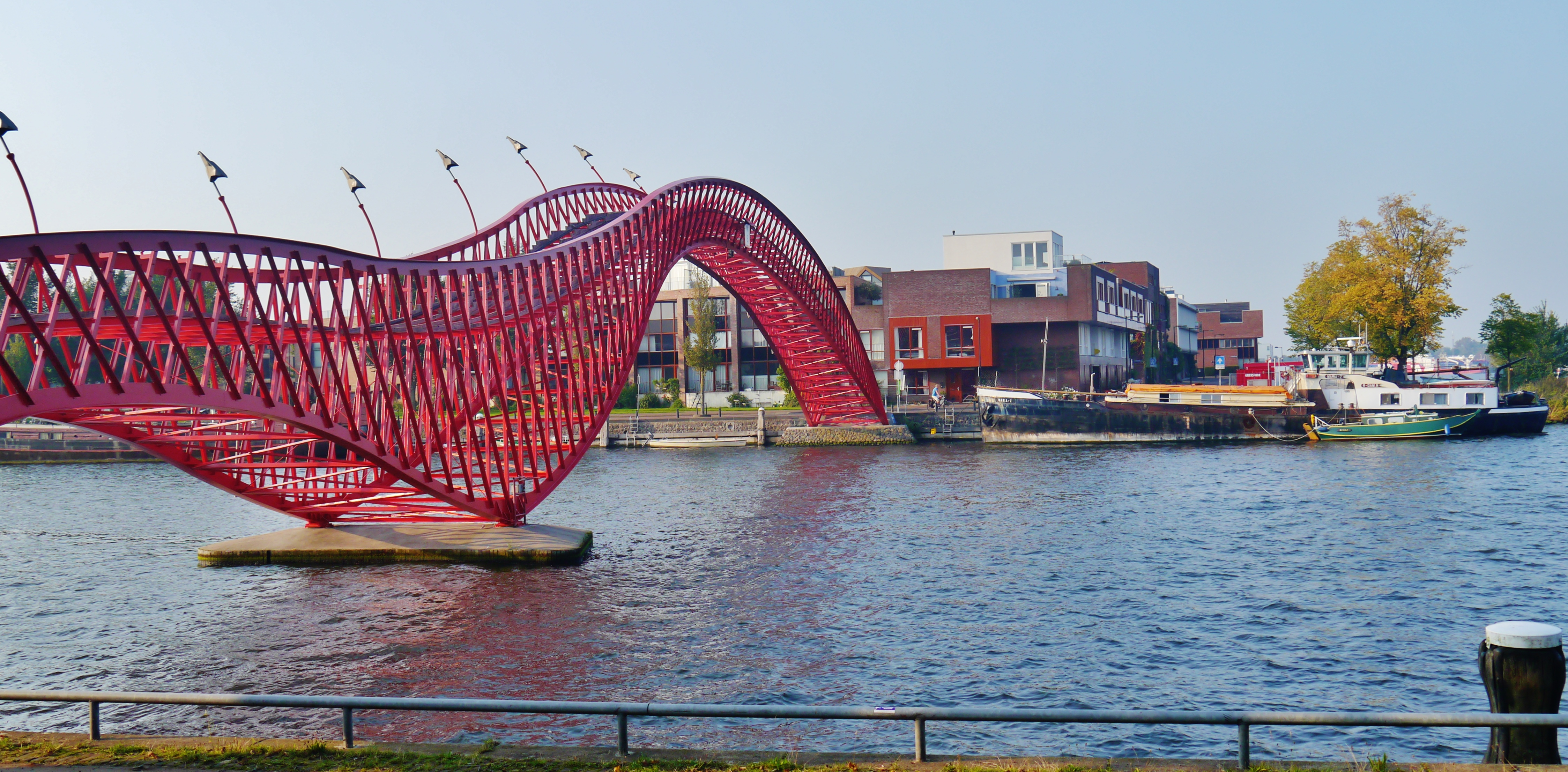
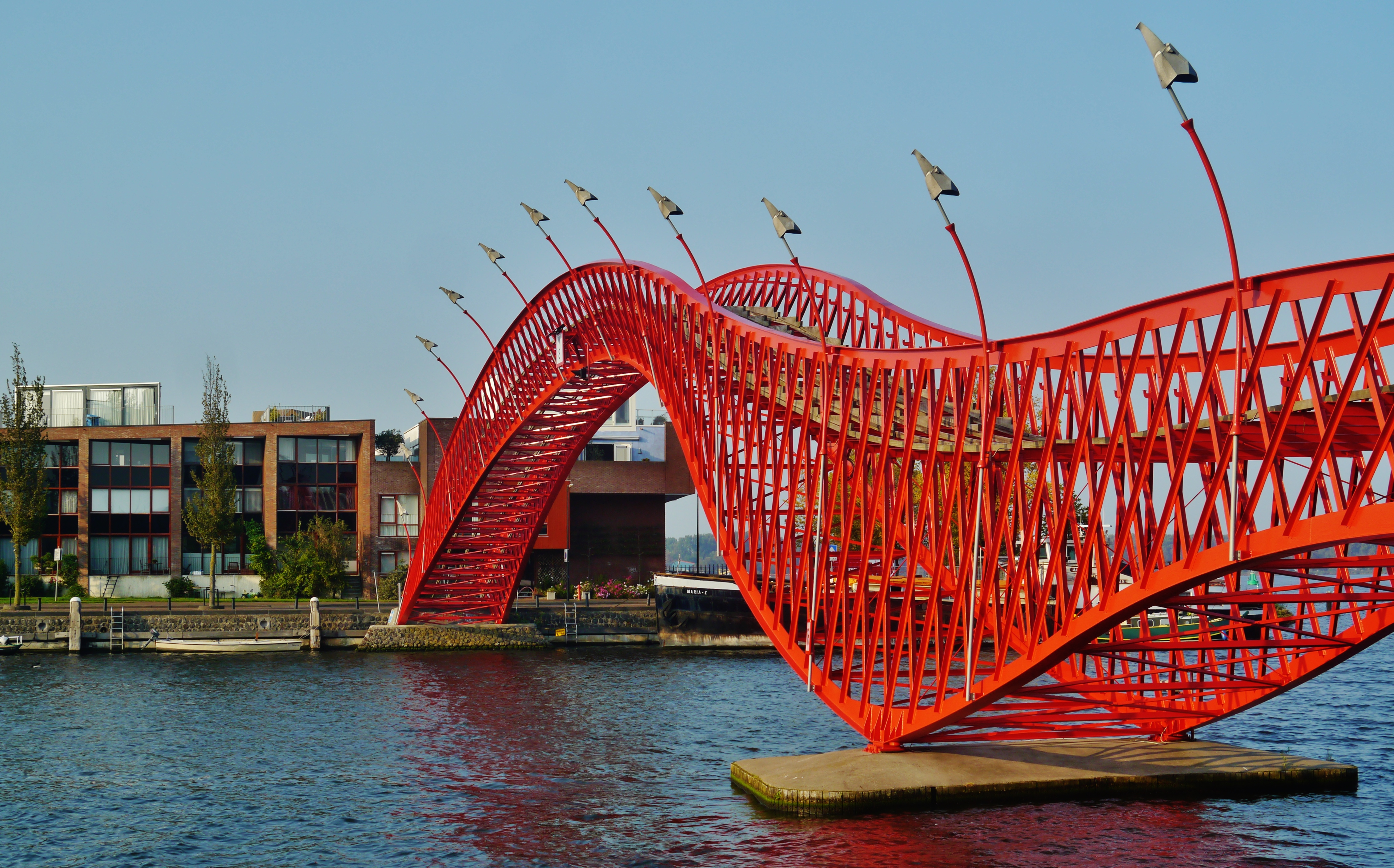

## Source de la traduction
- (en) Cet article est partiellement ou en totalité issu de l’article de Wikipédia en anglais intitulé « Python Bridge » (voir la liste des auteurs).